# Хоробичі (станція)
Хоробичі — прикордонна проміжна залізнична станція 5 класу Конотопської дирекції Південно-західної залізниці на лінії Бахмач-Пасажирський — Деревини.
Розташована в селі Хоробичі Городнянському районі Чернігівської області між станціями Городня (17 км) та Терехівка залізниць Білорусі (19 км).
На станції зупиняються поїзди лише далекого сполучення.
Тут розташований пункт контролю Хоробичі.